# Alf Lund
Alf Lund, född 1851, död 1918, var en norsk militär och ingenjör. Han var son till Bernt och Hedevig Lund, bror till Ole Vilhelm Lund och farbror till Diderich Hegermann Lund.
Lund blev överste 1907, generalmajor och chef för Kristianstads infanteribrigad 1911. Alf Lund var tillsammans med sin bror Ole Vilhelm chef för Luossavaara-Kiirunavaara aktiebolags anläggningar i Narvik 1889-1904 och deltog i detta bolags järnvägsanläggningar med mera i Sverige och Norge.